# Seasteading

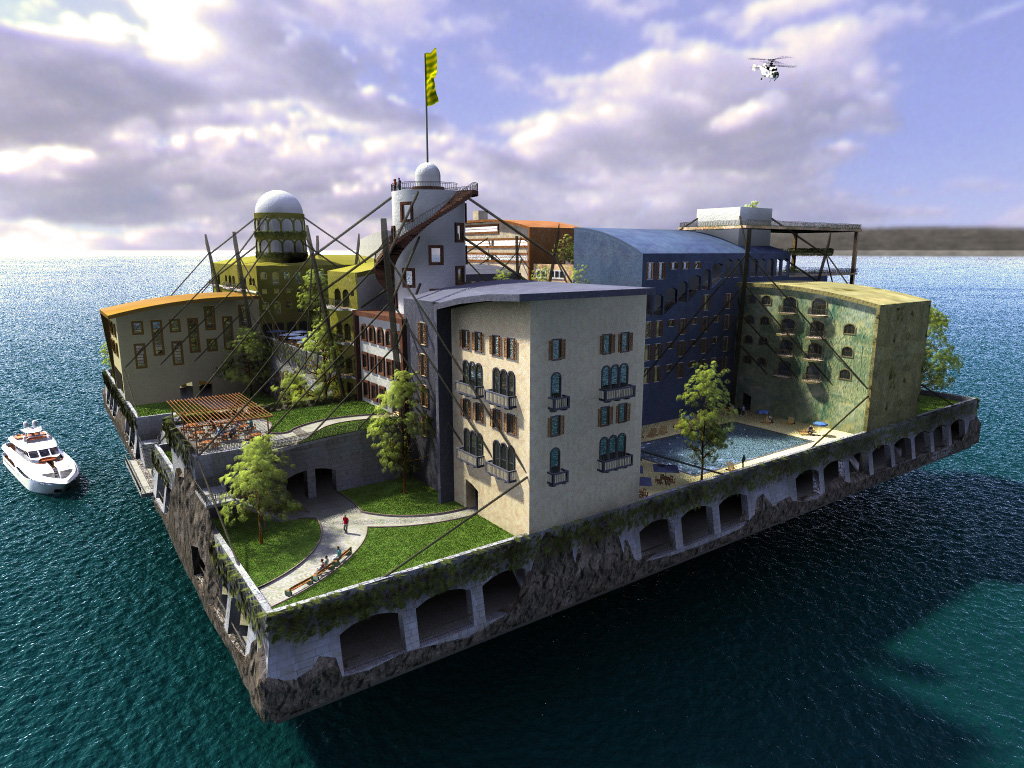
András Gyõrfi, "The Swimming City"

Seasteading, è un composto aplologico di "Sea" (mare in inglese) e "homesteading" (reclamare una proprietà per viverci in maniera autosufficiente), che esprime il concetto di creazione di abitazioni permanenti in mare, chiamate seasteads, al di fuori dei territori rivendicati dai governi delle nazioni esistenti. Due autori hanno iniziato ad usare questi termini in modo indipendente: Ken Neumeyer nel suo libro Sailing on the Farm (1981) e Wayne Gramlich nel suo articolo "Seasteading - Homesteading in alto mare" (1998).
La maggior parte delle seasteads proposte finora sono navi da crociera modificate. Altre strutture prese in considerazione sono le piattaforme petrolifere, piattaforme anti-aeree dismesse, e isole artificiali.
Nessuno è ancora riuscito a far riconoscere come nazione sovrana il suo seasted. Nel passato alcune micronazioni sono state conquistate con la forza (Repubblica di Minerva) ed altre distrutte (vedi Isola delle Rose) dalle nazioni vicine.
Ad oggi il seasted più vicino al riconoscimento è forse il Principato di Sealand, una controversa micronazione formata su un forte antiaereo abbandonato vicino Suffolk, Inghilterra.

## Aspetti legali
Al di fuori della Zona Economica Esclusiva di 200 miglia nautiche dalla costa che può essere reclamata dai paesi costieri, le navi nelle acque internazionali sono soggette alle sole leggi delle nazioni di cui battono bandiera. Esempi di organizzazioni che sfruttano queste leggi sono Women on Waves, che permettono di abortire a quelle donne che vivono in paesi in cui gli aborti sono soggetti a leggi più severe di quella olandese, e Radio Veronica, una stazione radio pirata in navigazione nel Mare del Nord, che trasmetteva nei Paesi Bassi durante gli anni Sessanta. I seasted, analogamente a queste organizzazioni, potrebbero approfittare di disposizioni legislative e regolamentari meno rigide che esistono al di fuori della acque territoriali delle nazioni, ed essere quindi in gran parte autonomi.

## Il Seasteading Institute
È un istituto fondato da Wayne Gramlich e Patri Friedman il 15 aprile 2008 per facilitare la creazione di comunità autonome sulle piattaforme marine mobili che operano in acque internazionali.
Gramlich nel 1998 pubblicò un articolo "SeaSteading - Homesteading in alto mare" illustrando il concetto di seasteading a prezzi accessibili, attirando l'attenzione di Friedman con la sua proposta di progetti di piccole dimensioni. I due cominciarono a collaborare e nel 2001 pubblicarono il loro primo "libro" on-line, esplorando gli aspetti del seasteading a partire dallo smaltimento dei rifiuti fino ai vantaggi della bandiera di comodo.

## Conferenze
Il "Seasteading Institute" tenne la sua prima conferenza annuale a Burlingame, California, il 10 ottobre 2008. 45 persone da 9 paesi parteciparono all'evento.
La seconda conferenza annuale sul Seasteading si è tenuta a San Francisco, California, dal 28 al 30 settembre 2009.